# Viněgret
Viněgret (rusky винегрет) je salát východoevropské kuchyně. Jeho původ není přesně znám, předpokládá se však, že byl přivezen snad z Německa či Skandinávie.
K základním surovinám patří vařená zelenina (červená řepa, brambory, mrkev) krájená na kostky, syrová cibule, kysané zelí a nakládané okurky. Některé recepty zmiňují také zelený hrášek či fazole. Moderní  ukrajinské a ruské kuchařky také zmiňují možnost přidání hub, masa či ryb.
Ačkoliv název pochází z francouzského slova vinaigrette, označujícího směs octa a oleje, některé soudobé recepty k dochucení využívají pouze slunečnicový či jiný rostlinný olej.
Podobné saláty je možné najít v kuchyních severní Evropy (viz např. Heringssalat, Rödbetssallad), za prapředka viněgretu bývá někdy považován salát s rybou, opublikovaný v anglické kuchařce Modern cookery v roce 1845.

Původně byl salát spojen s kuchyní v postním období, v dnešní době patří k jedněm z pokrmů svátečního stolu.

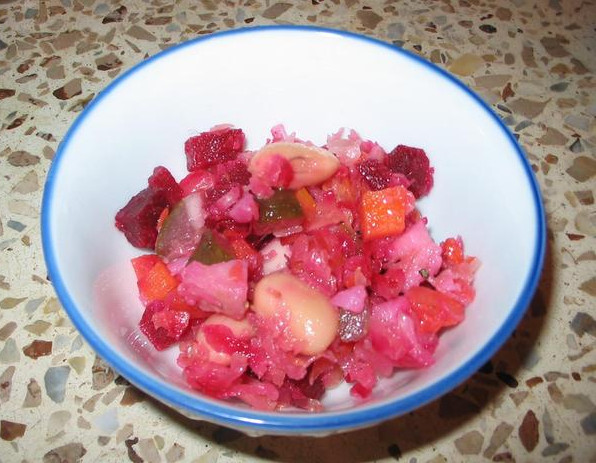
Viněgret s fazolí
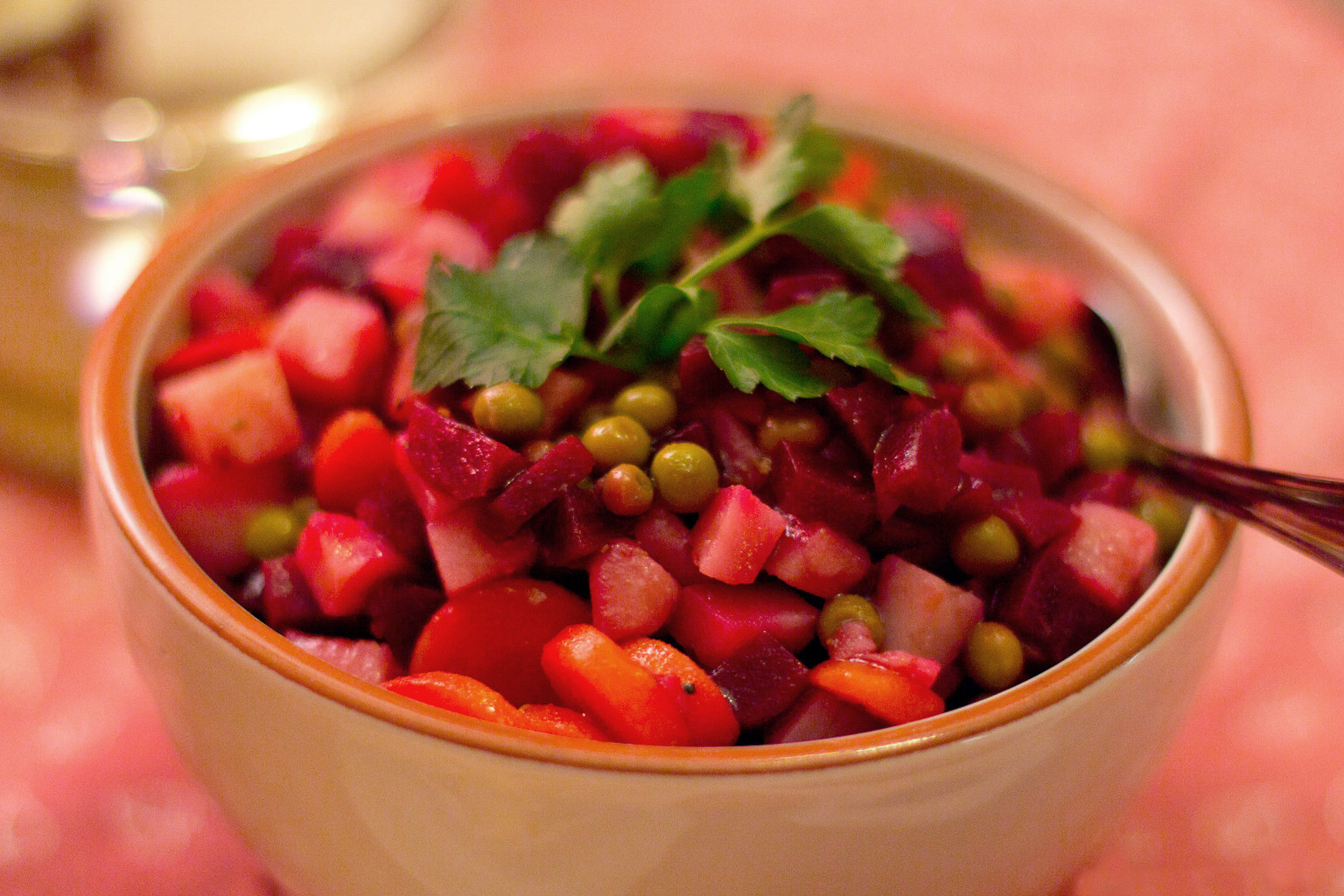
Viněgret s hráškem